# Д’Энен-Льетар д’Эльзас-Буссю де Шиме, Тома Филипп Вальра
Тома Филипп Вальра д’Энен-Льетар д’Эльзас-Буссю де Шиме (фр. Thomas Philip Wallrad d’Hénin-Létard d’Alsace-Boussut de Chimay; 12 ноября 1679, Брюссель, Испанские Нидерланды — 5 января 1759, Мехелен, Южные Нидерланды) — южнонидерландский кардинал. Архиепископ Мехелена и примас Бельгии с 16 декабря 1715 по 5 января 1759. Кардинал-священник с 29 ноября 1719, с титулом церкви Сан-Чезарео-ин-Палатиос 16 июня 1721 по 2 декабря 1733. Кардинал-священник с титулом церкви Санта-Бальбинас 2 декабря 1733 по 17 июля 1752. Кардинал-священник с титулом церкви Сан-Лоренцо-ин-Лучина с 17 июля 1752 по 5 января 1759. Кардинал-протопресвитер с 26 июня 1752.

## Происхождение, образование и ранние годы
Родился Тома Филипп Вальра д’Энен-Льетар д’Эльзас-Буссю де Шиме 12 ноября 1679 года, в Брюсселе, во Фландрии, в Габсбургских Нидерландах. Тома Филипп Вальра был вторым сыном Филиппа Луи д’Энена-Льетара д’Эльзаса, граф Буссю и принца Шиме, рыцаря ордена де ла Киссон д'Ор и Анны Луизы Вермимен, дочери барона Импдена. Крещён на следующий день после своего рождения. Будучи определённым к сугубо духовной стезе ещё в очень раннем возрасте, он получил клерикальный постриг, 29 ноября 1690 года. Тома Филипп был также известен как кардинал Эльзасский. Его фамилия также упоминается как Боссю.
Первичное образование получил у иезуитов. Изучил философию в Кёльне; затем отправился в Рим, проживал в Германском коллегиуме во время учёбы в Папском римском Атенеуме Святого Аполлинария, Рим (богословие); позже учился в Папском Григорианском университете в Риме, где 28 августа 1702 года он получил докторскую степень по философии и теологии; он был первым, кто защитил свою диссертацию публично перед собранием прелатов и докторов.
Каноник соборного капитула Гента, а в дальнейшем, провост, в 1695 году. Получил малые чины, 24 августа 1698 года; субдиакон с 12 июня 1701 года; диакон с 20 ноября 1701 года.

## Священство и епископство
Рукоположен 15 октября 1702 года. Почётный камергер Папы Климента XI. Синодальный экзаменатор в епархии Гента, 1702 год. Генеральный викарий Гента в отсутствие епископа. Придворный прелат с 20 августа 1712 года. Папа собирался называть его епископом Ипра в 1713 году, когда император назначил его архиепископом Мехелена.
Избран архиепископом Мехелена, 16 декабря 1715 года. Ординация состоялась 19 января 1716 года, в капелле дома исповедуемых иезуитов, в Вене, консекратором на ординации был Джорджо Спинола — титулярный архиепископ Кесарии, апостольский нунций в Австрии, которому помогали соконсекраторы Ласло Эрдоди — епископ Нитры, и Сигизмунд фон Коллонич, епископ Вац. Тайный советник императора. Он был возведён в ранг кардинала по просьбе императора и короля Испании.

## Кардинал
Возведён в кардиналы-священники на консистории от 29 ноября 1719 года. Папа послал ему красную биретту с бреве от 23 декабря 1719 года; получил красную шляпу и титулярную церковь Сан-Чезарео-ин-Палатио, 16 июня 1721 года. Участвовал в конклаве 1721 года, который избрал Папу Иннокентия XIII. Не участвовал в конклаве 1724 года, который избрал Папу Бенедикта XIII. Не участвовал в конклаве 1730 года, который избрал Папу Климента XII. Получил титулярную церковь Санта-Бальбина, 2 декабря 1733 года. Участвовал в конклаве 1740 года, который избрал Папу Бенедикта XIV. Пребывал в Риме до мая 1741 года. Получил титулярную церковь Сан-Лоренцо-ин-Лучина, обычно даваемую кардиналу-протопресвитеру, 17 июля 1752 года. Не участвовал в конклаве 1758 года, который избрал Папу Климента XIII.
Скончался кардинал Д’Энен-Льетар д’Эльзас-Буссю де Шиме 5 января 1759 года, в Мехелене. Тело было выставлено и похоронено в кафедральном соборе Мехелена.